# Rio São José (Espírito Santo)
O rio São José é um curso de água do estado do Espírito Santo, Brasil. É um afluente da margem esquerda do rio Doce.
O rio São José apresenta 154 km de extensão e drena uma área de 2407 km². Sua nascente está localizada no município de Mantenópolis a uma altitude de 750 metros, junto à divisa com o estado de Minas Gerais. Em seu percurso, atravessa a zona urbana do município de Águia Branca. No município de Linhares, o rio São José desemboca na lagoa Juparanã, a qual se comunica com o rio Doce pelo rio Pequeno.
Alguns trechos do rio São José servem de limite entre municípios. O trecho entre a foz do córrego São Francisco e a foz do rio Braço Sul separa os municípios de Águia Branca e São Gabriel da Palha. Da foz do rio Braço Sul à foz do córrego Dourado, o rio São José é o limite entre São Gabriel da Palha e Vila Valério. O trecho entre a foz do córrego Dourado e a foz do córrego Valério separa Vila Valério e São Domingos do Norte. O trecho da foz do córrego Valério à foz do córrego Lambari é o limite entre os municípios de Vila Valério e Rio Bananal. A partir da foz do córrego Lambari até a lagoa Juparanã, o rio São José separa os municípios de Rio Bananal e Sooretama.